# Manuel Jiménez (cantante)
Manuel de Jesús Jiménez Ortega (Sabana Grande, Cotuí, Sánchez Ramírez, 15 de octubre de 1952) es un cantante, compositor, abogado, político, dominicano. Fue Diputado al Congreso Nacional desde el período 2002 hasta 2010. Durante el periodo 2020-2024 fue Alcalde de Santo Domingo Este. 
Galardonado en distintas ocasiones con el Premio Casandra al «mejor cantante» y «autor del año». Representó a la República Dominicana en el festival OTI de la canción celebrado en Paraguay.

## Biografía
Nació en el paraje Rincón los Hatos de la sección Sabana Grande del municipio de Cotuí, provincia Sánchez Ramírez lugar donde realizó sus estudios primarios hasta trasladarse a vivir a la ciudad de Santo Domingo.
Mostró inclinación por la música desde niño, realizando pequeñas actuaciones artísticas en su escuela.
Formó parte del grupo musical «LUCUAM» grupo el cual llegó a dirigir, se destacó en la composición con una temática «romántica» y con sentido humanístico.
En 1997 inicia sus estudios en letras en la Universidad Autónoma de Santo Domingo, así como también en la "Academia Dominicana».
Realizó sus estudios universitarios en la Universidad Abierta Para Adultos «UAPA» en donde obtuvo el grado de licenciado en Derecho.

## Carrera musical
Jiménez ha sido autor de diversas canciones, las cuales han sido interpretadas por artistas de renombre como Miriam Cruz, Maridalia Hernández, Wilfrido Vargas, «Macho Pérez», «L. Hachén», Gilberto Santa Rosa, Los Hermanos Rosario, Guadalupe Pineda, Julio Iglesias o Julio Jaramillo.
Entre su éxitos se encuentran canciones como: «Quién no sabe de amor», «Amor casual», «Dile más», «El amor no te da», «Con agua y sal», «Soy como soy» y «Derroche».

## Carrera política
Incursionó en la política desde que tenía 17 años integrándose en el «Movimiento Popular Dominicano» (MPD), fue miembro del comité central del PLD hasta su renuncia en el 2015.
Tras su renuncia en el «PLD» se integró al PRM en 2019. En 2020 es electo alcalde del municipio de Santo Domingo Este.

## Premios y nominaciones
| Año  | Premios          | Categoría           | Resultados |
| ---- | ---------------- | ------------------- | ---------- |
| 1990 | Premios Casandra | "Cantante del año"  | Ganador    |
| 1992 | Premios Casandra | "Autor del año"     | Ganador    |
| 1994 | Premios Casandra | "Cantante del ano"  | Ganador    |
| 1994 | Premios Casandra | "Autor del año"     | Ganador    |
| 1999 | Premios Casandra | "Concierto del año" | Nominado   |